# Regent College

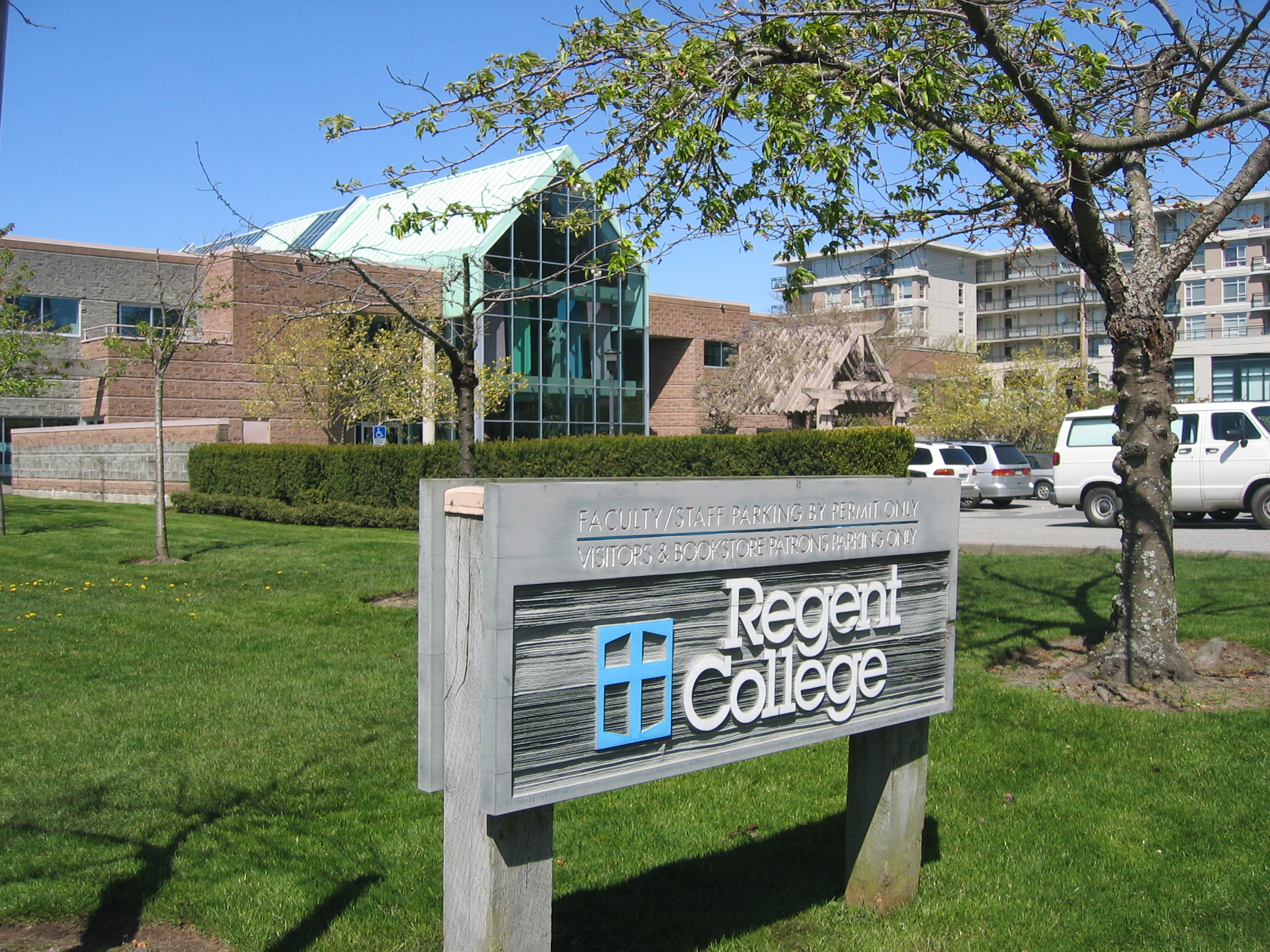
Regent College

Regent College is een internationaal christelijk opleidingsinstituut dat deel uitmaakt van de University of British Columbia. De school heeft een evangelicale achtergrond, maar is niet verbonden aan een bepaalde kerk. Wel biedt het aan baptisten- en anglicaanse kerk(en) gerelateerde studies aan. Er zijn zo'n vijfhonderd studenten verbonden aan Regent College. Ongeveer veertig procent heeft een Canadese achtergrond, ongeveer vijfentwintig procent een Amerikaanse en twintig tot dertig procent komt uit andere landen, waarvan een groot deel uit Azië. 
De school biedt op dit moment vier programma aan: een Diploma in Christian Studies (DipCS), een Master of Christian Studies (MCS), een Master of Divinity (MDiv) en een Master of Theologie (ThM). 
Regent College werd in 1968 opgericht met als doel om leken een degelijke theologische achtergrond mee te geven. Door de aanwezigheid van hoogleraren als Gordon Fee, Michael Green en James Packer groeide Regent College door de jaren heen uit tot een gevestigd instituut in de evangelicale wereld.
Het opleidingsinstituut heeft een gemeenschappelijke bibliotheek met Carey Theological College. Deze bibliotheek draagt de naam The John Richard Allison Library. In de zin van de jaarlijkse handelingen (zoals boekuitleen) is het de meest gebruikte theologische bibliotheek in Noord-Amerika.